# دانييلا ملشيور
دانييلا ملشيور (بالبرتغالية: Daniela Melchior‏) هي ممثلة برتغالية، ولدت في 1 نوفمبر 1996 في لشبونة في البرتغال.

## الأعمال

### أفلام
| السنة | العنوان                        | الدور                    |
| ----- | ------------------------------ | ------------------------ |
| 2018  | سبايدرمان: إنتو ذا سبايدر-فيرس | غوين ستايسي (تمثيل صوتي) |
| 2021  | الفرقة الانتحارية              | رات كاتشر                |
| 2022  | مارلو                          | لين بيترسون              |
| 2023  | حراس المجرة 3                  | أورا                     |
| 2023  | فاست إكس                       | ايزابيل نيفز             |
| 2024  | حانة على الطريق                | ايلي                     |

## وصلات خارجية
- دانييلا ملشيور على موقع IMDb (الإنجليزية)
- دانييلا ملشيور على موقع ميتاكريتيك (الإنجليزية)
- دانييلا ملشيور على موقع روتن توميتوز (الإنجليزية)
- دانييلا ملشيور على موقع قاعدة بيانات الأفلام العربية
- دانييلا ملشيور على موقع ألو سيني (الفرنسية)
- دانييلا ملشيور على موقع ميوزك برينز (الإنجليزية)
- دانييلا ملشيور على موقع أول موفي (الإنجليزية)
- دانييلا ملشيور على موقع ديسكوغز (الإنجليزية)
- دانييلا ملشيور على موقع قاعدة بيانات الفيلم (الإنجليزية)
- دانييلا ملشيور على موقع ليتربوكسد (الإنجليزية)